# Peter Lütkens der Jüngere

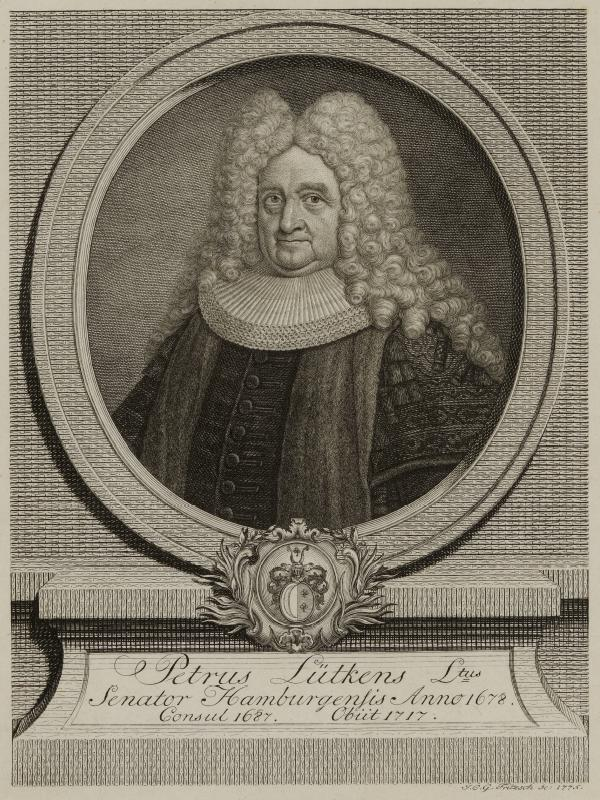
Peter Lütkens (Kupferstich von Johann Christian Gottfried Fritzsch)

Peter Lütkens (* 2. Juli 1636 in Hamburg; † 28. August 1717 ebenda) war ein Hamburger Jurist, Diplomat, Ratsherr und Bürgermeister.

## Herkunft und Familie
Lütkens war ein Sohn des gleichnamigen Bürgermeisters Peter Lütkens aus dessen erster Ehe mit Cäcilie von Spreckelsen († 1651), Tochter des Oberalten und Ratsherrn Peter von Spreckelsen († 1630).
Seine Schwester Anna Maria Lütkens († 1712) war mit dem Ratsherrn Vincent Rumpff (1637–1682) verheiratet.
Lütkens heiratete im Jahr 1662 Sophia Dorothea Langermann († 1664), Tochter von Gerhard Langermann (1603–1646) und Schwester seiner Stiefmutter Anna Elisabeth Langermann, der zweiten Ehefrau seines Vaters Peter Lütkens dem Älteren. Seine Frau Sophia Dorothea starb bereits zwei Jahre nach der Hochzeit ohne Kinder zu hinterlassen, Lütkens ging aber keine zweite Ehe ein.

## Leben und Wirken
Nach seiner Schulbildung studierte Lütkens an der Universität Leipzig und der Universität Heidelberg. In Heidelberg verteidigte er 1659 seine Dissertation bei Heinrich David Chuno (1604–1665) und schloss sein Studium als Lizenziat der Rechte ab. Nach seinem Studium bereiste er Frankreich, Deutschland und Italien und kehrte 1662 zurück nach Hamburg.
Am 16. August 1678 wurde er in Hamburg, für den zum Bürgermeister gewählten Heinrich Meurer, zum Ratsherrn gewählt. Als solcher wurde Lütkens noch im selben Jahr mit dem Ratsherrn Caspar Westermann (1622–1688) nach Celle geschickt und verhandelte dort mit Herzog Georg Wilhelm von Braunschweig-Lüneburg über die Einquartierung der braunschweig-lüneburgischen Truppen in den Vierlanden. Am 3. Juni 1679 reiste er mit dem Ratssyndicus Wolder Schele (1649–1700) zu König Ludwig XIV. nach Paris. Am 20. Juli 1680 reiste Lütkens erneut als Gesandter nach Celle. Im Mai 1681 wurde er mit Gesandten der Hansestädte Bremen und Lübeck an den königlichen Hof von König Christian V. von Dänemark nach Kopenhagen geschickt. Ursprünglich sollte Dänemark Hamburg vor der Bedrohung der braunschweig-lüneburgischen Truppen schützen, stattdessen griff Dänemark im August 1686 Hamburg an. Dieser Angriff konnte am 26. August 1686 mit Hilfe der braunschweig-lüneburgischen Truppen abgewehrt werden. Am 20. Oktober 1687 reiste Lütkens daher nochmals nach Celle, um die Streitigkeiten mit Herzog Georg Wilhelm von Braunschweig-Lüneburg endgültig beizulegen.
Am 3. November 1687 wurde er zum Bürgermeister, für den verstorbenen Diedrich Moller, gewählt. Nach dem Tod von Joachim Lemmermann (1622–1704) wurde Lütkens auch ältester Bürgermeister.
Zwischen Welckerstraße und Dammtorwall erstreckte sich sein Renaissancegarten in der Nähe der damaligen Gänsemarktoper als Sommersitz. Der Opernliebhaber Lütkens hatte 1677 gemeinsam mit dem Ratsherrn Gerhard Schott (1641–1702) und dem Musiker Johann Adam Reinken die Gänsemarktoper gegründet.
Nachdem Lütkens fast 30 Jahre lang Bürgermeister, und 13 Jahre lang ältester Bürgermeister war, verstarb er im Alter von 81 Jahren am 28. August 1717 und wurde am 6. September 1717 beigesetzt. Auf seinen Tod wurde ein Bürgermeisterpfennig geprägt.

## Werke (Auswahl)
- Disputatio Iuridica De Permutatione. Aegidius Walter, Heidelberg 1658, OCLC 245917540.
- Disputatio de libello. Aegidius Walter, Heidelberg 1659, OCLC 311952227 (Digitalisat auf den Seiten der Sächsischen Landesbibliothek – Staats- und Universitätsbibliothek Dresden [abgerufen am 25. November 2014]).